# Águas Profundas (EP)
Águas Profundas é o décimo quarto álbum de estúdio e o álbum mais curto da cantora brasileira Fernanda Brum, lançado no dia 2 de março de 2020 pela gravadora MK Music.
Para o ano de 2020, Fernanda preparou um projeto inédito, sendo gravado nos estúdios da Full Sail, na Flórida. A cantora gravou 10 faixas inéditas, além de uma música na língua inglesa com participação da cantora Shana Saint. As 11 canções foram dívidas em 2 EPs, sendo o primeiro lançado no dia 30 de maio com o título Terceiro Céu, e o segundo em 2020 Águas Profundas.
Foi o último projeto dela na MK Music, no mesmo ano ela assina com a Sony Music e lança o primeiro single "Ar".
| Fernanda Brum "Águas Profundas" | Fernanda Brum "Águas Profundas" |
| Avaliações da crítica           | Avaliações da crítica           |
| Fonte                           | Avaliação                       |
| ------------------------------- | ------------------------------- |
| Só Resenha                      | 9 de 10 estrelas.               |

## Antecedentes
Produzido e arranjado por Emerson Pinheiro, o álbum foi gravado e mixado no Temple Studio, na Full Sail University, em Orlando (EUA). A engenharia de som ficou a cargo de Darren Schneider, premiado profisssional que já trabalhou com nomes como Deep Purple e Beyoncé. O local é reconhecido como um dos melhores dos Estados Unidos a oferecer cursos nas áreas de áudio e vídeo. 
"Águas Profundas" é a segunda parte do projeto "Terceiro Céu", que foi divido em dois EPs, com respectivamente 6 e 5 faixas. Segundo Fernanda, o projeto fala sobre céu e águas. Por esse motivo, o primeiro EP reúne canções que fazem referência ao céu, e o segundo referência a água.
Antes do lançamento do EP, Fernanda pediu sugestões aos seus seguidores no Instagram para o titulo do EP. "A Fonte", "Rios" e "Águas" foram alguns dos nomes sugeridos, sendo no fim Águas Profundas o titulo definitivo.

## Sucessor
Após mais de 25 anos como integrante do cast de sua antiga gravadora, Fernanda Brum inicia uma nova trajetória na Sony Music e vive momentos de grande alegria e expectativa.
| “ | “Eu estou muito motivada! Muito feliz porque sei que com uma gravadora global como a Sony Music tenho condições reais de levar minha mensagem às nações que ainda não consegui chegar!” | ” |

Fernanda também fez questão de destacar sobre a característica da Sony Music em ser uma referência no mercado da música em tempos de streaming.
| “ | “Sem dúvida, o fato da Sony em 10 anos ter chegado ao segmento gospel no Brasil e ser uma potência no mercado digital, também contribuiu demais para que eu me decidisse em integrar esse time. Após tantos anos de carreira é estimulante de alguma forma sentir-me desafiada a ingressar de fato neste novo ambiente digital e não haveria melhor estrutura do que o oferecido pela Sony Music" | ” |

Para o diretor artístico da gravadora, Maurício Soares, a chegada da artista na Sony, fortalece o cast da gravadora. 
| “ | “A chegada de Fernanda Brum ao time Sony é um presente especial no ano em que completamos 10 anos do projeto gospel na gravadora. Ela é uma artista sensacional, tem uma carreira sólida de sucessos, é sem dúvida, uma grande referência no nosso meio. Tenho certeza de que essa parceria irá trazer muitos frutos para o Reino". | ” |

Após o contrato a cantora lançou o single "Ar". O novo trabalho da cantora, classificado por ela mesmo, como um dos mais importantes da sua carreira, traz uma mensagem de esperança para quem se sente sufocado com tantos problemas e adversidades da vida. 
“Eu me escondo em Ti, me refazes a alma. Tens o meu coração totalmente ancorado. Estou firmado em Ti, e sei que jamais eu estarei só. Não estarei só. Só preciso de… Ar!“
, diz parte da canção.
Em 2021, a cantora lança pela gravadora o EP "Do Éden ao Éden",  um álbum conceitual baseado nas escrituras de Apocalipse, o álbum teve como seu primeiro single "Escreve".

## Faixas
| N.º            | Título           | Compositor(es)                   | Duração |  |
| 1.             | "Noiva Prudente" | Anderson Freire                  | 05:44   |  |
| 2.             | "Escada de Jacó" | Livingston Farias                | 04:26   |  |
| 3.             | "Não Desista"    | Diamel Kharrara                  | 04:01   |  |
| 4.             | "João Batista"   | Pr. Lucas e Emerson Pinheiro     | 03:59   |  |
| 5.             | "A Fonte"        | Emerson Pinheiro e Dedy Coutinho | 04:43   |  |
| Duração total: | Duração total:   | Duração total:                   | 22:55   |  |

## Vídeos
Águas Profundas é o segundo álbum da Fernanda a não ter videoclipe, o primeiro foi "Feliz de Vez" de 1993, o EP contém somente VideoLETRA.
| Música         | Lançamento          |
| -------------- | ------------------- |
| Escada de Jacó | 27 de abril de 2020 |
| Não Desista    | 18 de junho de 2020 |

## Ficha Técnica
- Produção Executiva: MK Music
- Produção Musical e Arranjos: Emerson Pinheiro
- Pianos e Teclados: Emerson Pinheiro
- Programações e Loops: Dedy Coutinho e Emerson Pinheiro
- Baixo: Dedy Coutinho
- Bateria na música "Limpe o palco, Apague as luzes": Serginho Herval

Na música "Meu Chamado": Renan Martins
Na música "Deus me fez vencer": Dan Needham
- Guitarras e violões: Duda Andrade, exceto na música

"Deus me fez Vencer": Tim Pierce e Duda Andrade
se
- Cordas nas músicas "Eu confio em Ti" e "I Will Trust in You"

Arranjos e Regência: Rafael Carvalho
- 1º Violino: Adriana Vinand
- 2º Violino: Dennys Serafim
- Viola: Carolina Luz
- Cello: Emily Cristina
- Produção Vocal: Dedy Coutinho
- Backing Vocal: Dedy Coutinho e Adelso Freire
- Engenheiro de Gravação e Mixagem: Darren Schneider At Full Sail